# Crato (Brasil)
Crato es un municipio del estado de Ceará, Brasil. Su población estimada era de 129.662 habitantes en 2016.

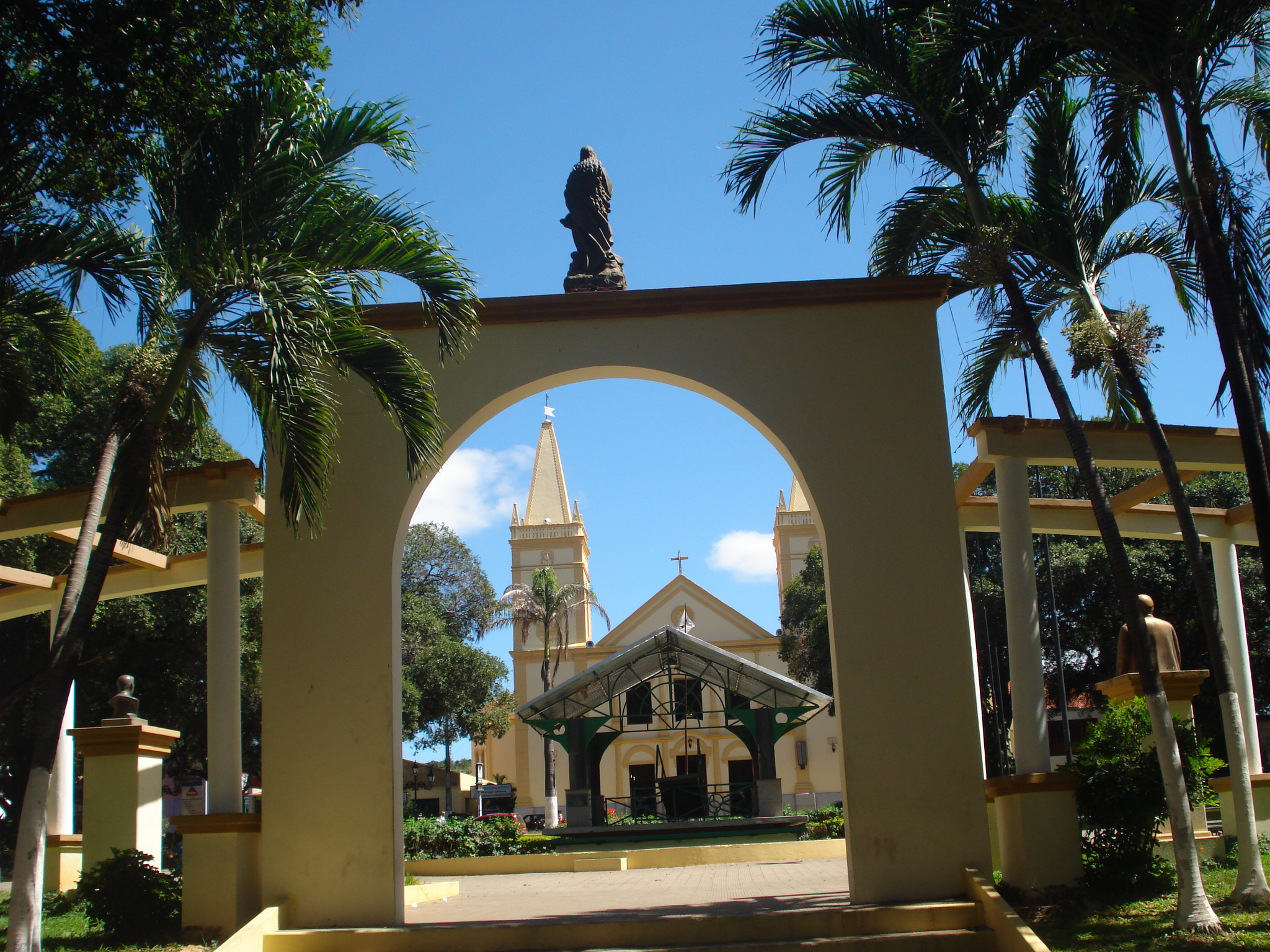
Plaza y al fondo la catedral de Nuestra Señora de la Peña

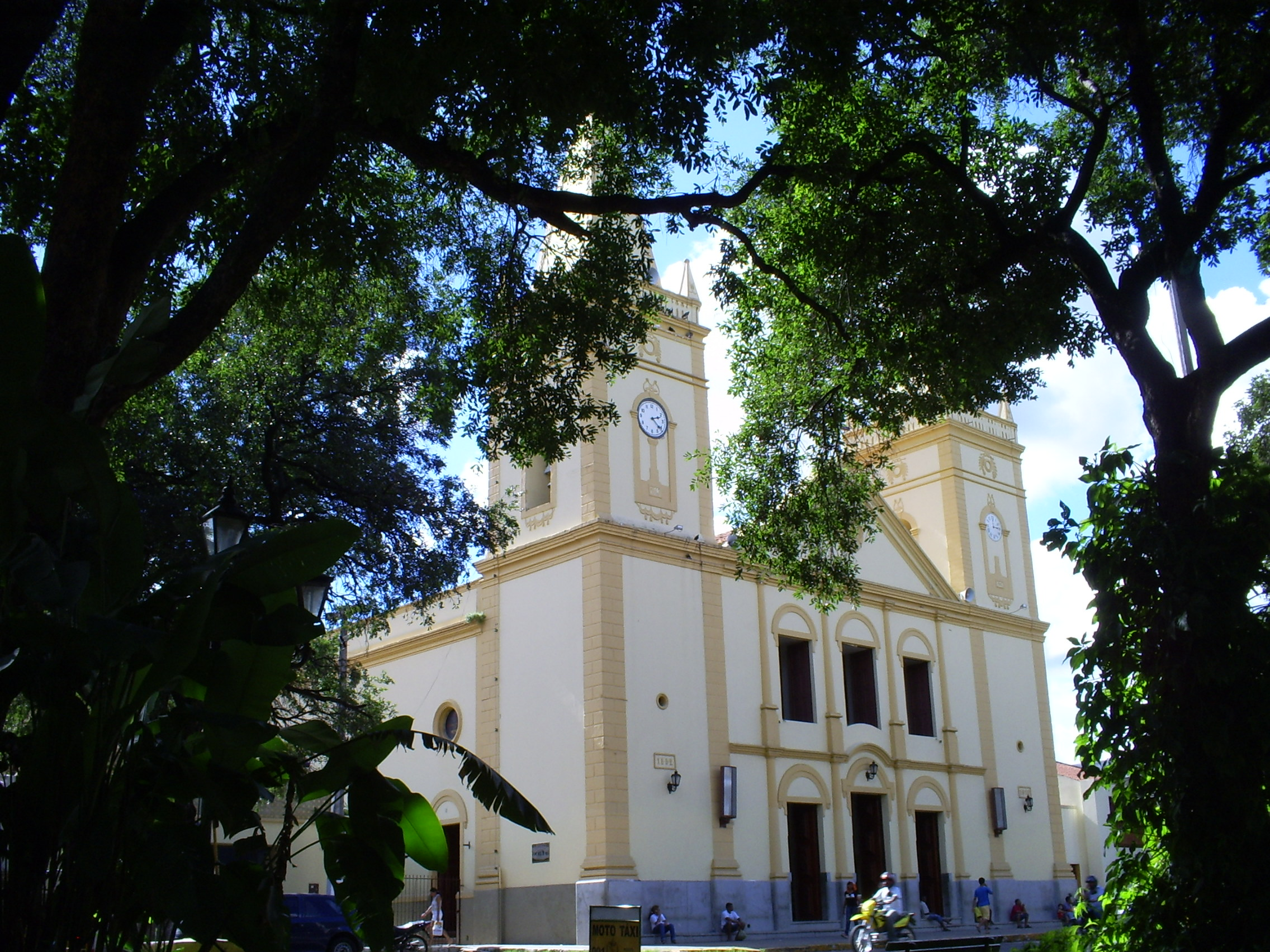
Catedral de Nuestra Señora de la Peña

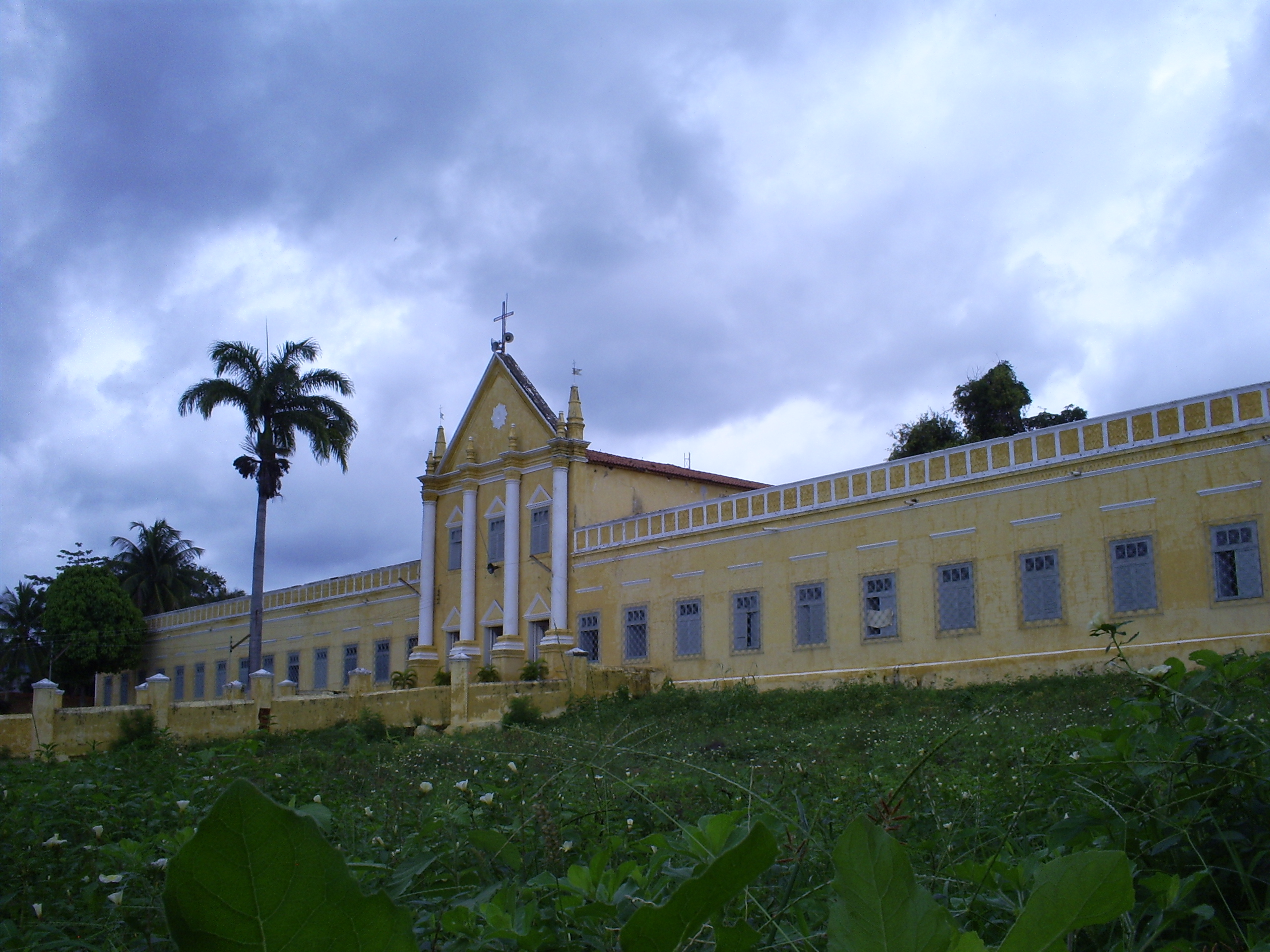
Seminario de San José